# Шашкевич, Владимир Маркианович
Владимир Маркианович Шашкевич (укр. Володимир Маркіянович Шашкевич; 7 апреля 1839, с. Нестаничи, ныне в Радеховской общине Львовской области Украины — 16 февраля 1885, Львов) — украинский писатель, поэт, публицист, переводчик, культурно-просветительский и общественно-политический деятель, народовец.

## Биография
Сын украинского писателя-публициста и просветителя Маркиана Шашкевича.
Образование получил во Львовском и Венском университетах.
В 1862—1863 году редактировал журнал «Вечерниці», с 1866 года — украинский литературно-художественный еженедельник «Русалка», ставший одним из первых ростков украинской национальной журналистики.
С 1869 года работал служащим в городках Галиции.

## Творчество
Автор лирических стихотворений, поэм, драмы «Сила любви» (1864), чи́танок (первых книжек для чтения) для крестьян.
В сборник «Зільник» (рус. Травник, 1863) вошли лирические стихотворения, поэма «Черна», баллада «Русалка», переводы произведений Г. Гейне и других авторов.